# University of Minnesota Press
La University of Minnesota Press è una casa editrice di opere letterarie sponsorizzata dall'università del Minnesota. Registrò degli utili per otto milioni di dollari nel 2018.
Fondata nel 1925, è meglio nota per le sue pubblicazioni sulla teoria sociale e teoria culturale, teorica critica, razza umana e studi etnici, urbanismo, femminismo critico e studio sui media.
La University of Minnesota Press pubblica anche un numero significativo di traduzioni di importanti opere del pensiero e di autori europei e latinoamericani, nonché un elenco diversificato di opere sul patrimonio culturale e naturale dello stato e della regione del Midwest superiore.

## Giornali
I giornali accademici della University of Minnesota Press sono dieci:
- Buildings & Landscapes: Journal of the Vernacular Architecture Forum
- Critical Ethnic Studies
- Cultural Critique
- Environment, Space, Place
- Future Anterior
- Journal of American Indian Education
- The Moving Image: The Journal of the Association of Moving Image Archivists
- Native American and Indigenous Studies
- Verge: Studies in Global Asias
- Wíčazo Ša Review